# Johan Gustaf Köhler

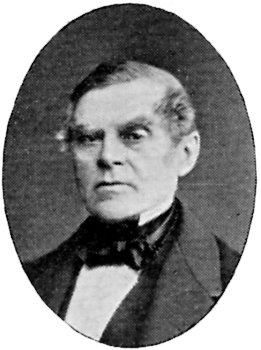
Johan Gustaf Köhler.

Johan Gustaf Köhler, född 3 april 1803 i Södertälje, död 8 juni 1881 i Stockholm, var en svensk målare, tecknare och teckningslärare.

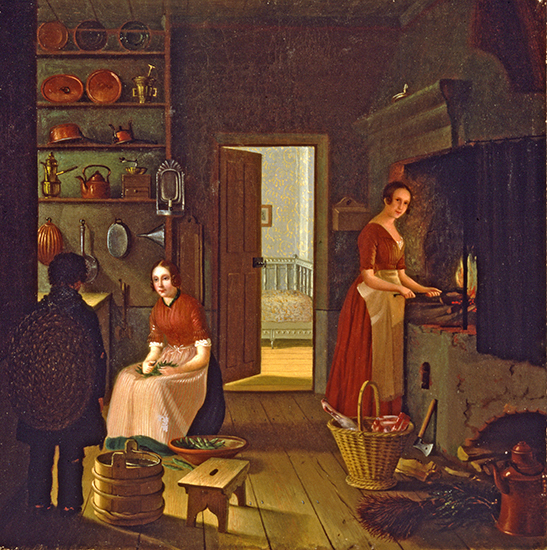
Görvälns kök af Johan Gustaf Köhler.

Han var son till sämskmakaren Johan Gustaf Köhler och hans hustru. Köhler studerade vid Konstakademien i Stockholm och privatstudier för Fredric Westin samt under en studieresa till Tyskland. Han medverkade ett flertal gånger i Konstakademiens utställningar 1822–1845. Han ägnade sig dock redan från ungdomen huvudsakligen åt teckningsundervisning, och var anställd som lärare vid Nya Elementarskolan i Stockholm 1830–1877 och från 1857–1878  även lärare vid Konstakademiens Principskola. Bland hans elever märks bland annat Carl Larsson. Köhler utgav 1831 en ritkurs som användes under lång tid och han utsågs till agré vid Konstakademien 1858. Vid sidan av sina lärartjänster arbetade han som fri konstnär och målade under åren 1838–1845 ett stort antal historie-, interiörmålningar och porträtt, bland annat ett av C.J.L. Almqvist. Köhler är representerad vid Konstakademien, Uppsala universitets porträttsamling, Norrköpings konstmuseum, Göteborgs konstmuseum,  Kungliga biblioteket  och Lunds universitetsbibliotek  och Nationalmuseum.